# 프란시스코 보사
프란시스코 후안 보사 디보스(스페인어: Francisco Juan Boza Dibós, 1964년 9월 19일~)는 페루의 사격 선수로 주 종목은 트랩이다. 올림픽에 8회 참가하여 올림픽에 가장 많이 참가한 페루 선수가 되었고, 1984년 하계 올림픽에서 남자 트랩 종목 은메달을 획득했다.

## 같이 보기
- 올림픽 사격